# 周鹗
周鹗（1925年—），男，河南开封人，中国电机专家，曾任南京工学院教授、博士生导师，中国电机工程学会常务理事。